# Széf

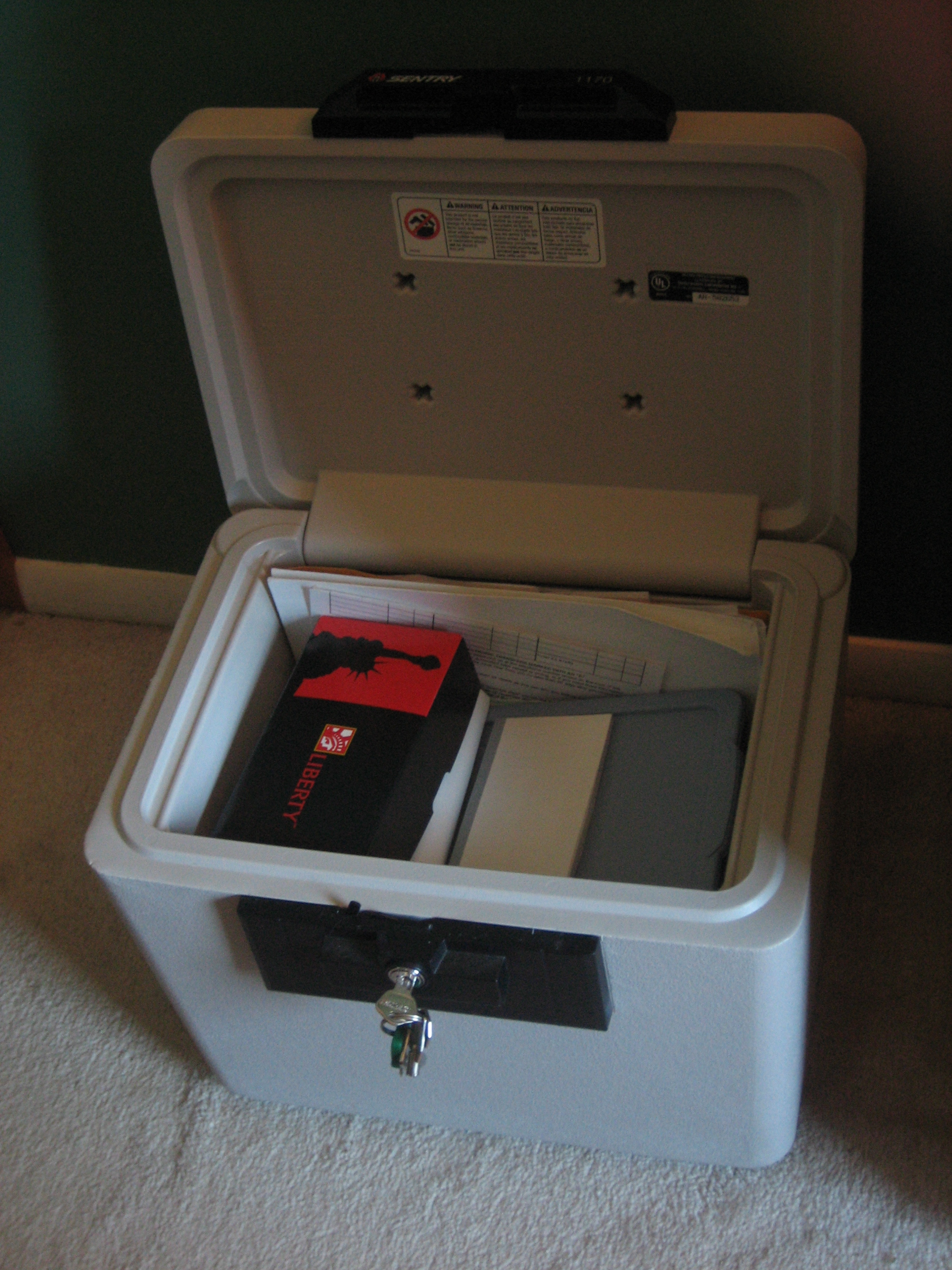
Egy átlagos otthoni széf

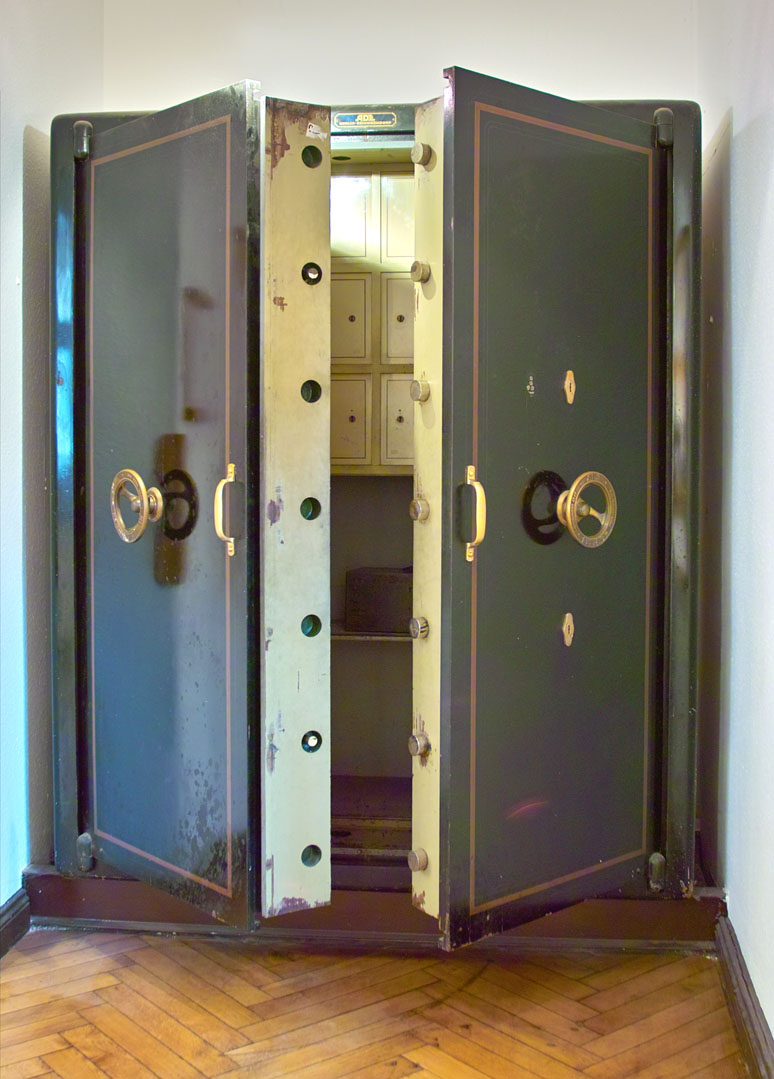
Páncélszekrény

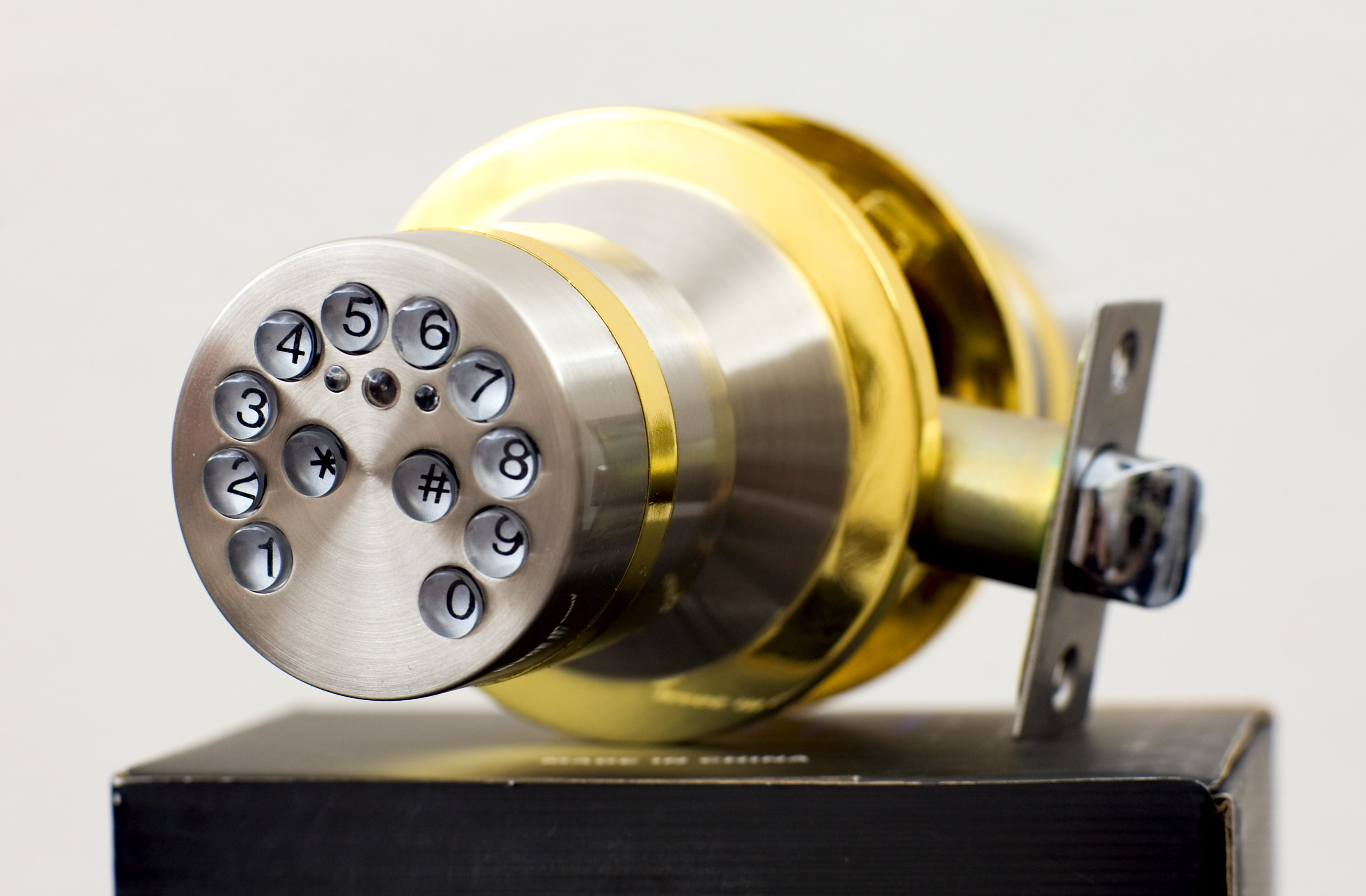
Elektronikus zárszerkezet

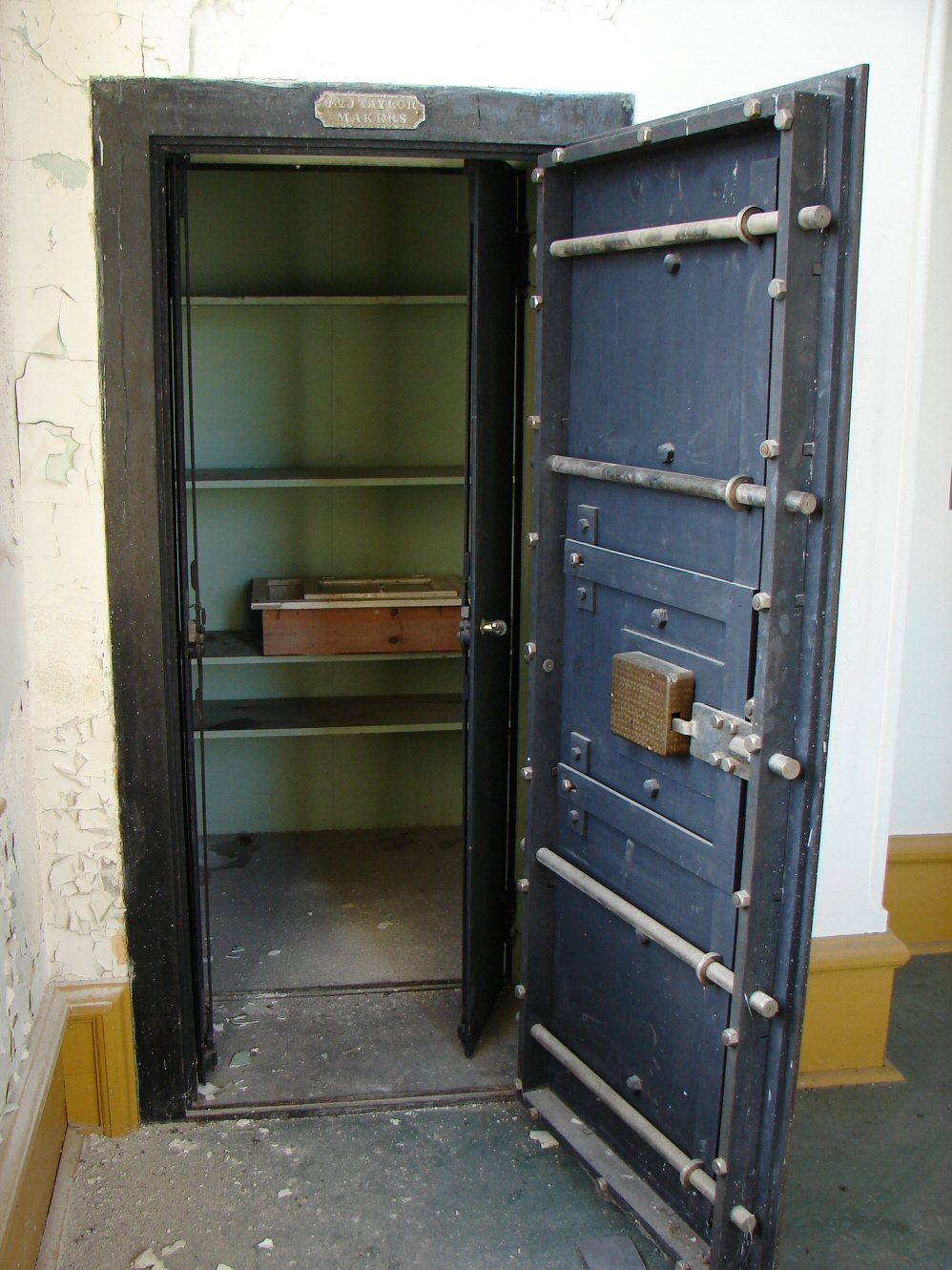
Páncélterem

A széf egy olyan magas fokú védelemmel ellátott, zárható tárolóeszköz, amely különféle értékeket (pénz, ékszerek stb.) hivatott megvédeni lopás, illetve egyéb károsodás ellen. Általában téglatest vagy henger alakú, egyik oldala nyitható, vagy eltávolítható. A széf főként fémből készül (pl.: acél), de gyárthatják különösen erős műanyagból is. Általában kulccsal vagy kóddal nyitható (néhány esetben mindkettővel). 

## Jellemzők
A széfek jellemzői közé a következő tulajdonságokat sorolhatjuk:
- Mechanikai (feltörés elleni) védelem
- Tűzállóság
- Környezeti hatásokkal szembeni ellenállás (por, víz stb.)
- Zár típusa (kulcs, számzár, időzár, elektronikus zár stb.)
- Elhelyezés, alak (padlón, falon, bútorban stb.)
- Egyszerű széfek (pl.: pénztárgép)

Egy széf felnyitását a kulcs vagy a kinyitáshoz szükséges kombináció nélkül, a széf feltörésének nevezzük.
A rejtett széfek általában egy teljesen hétköznapi tárgy alakját mutatják. Rejtett széf lehet például egy szemetes, egy könyv, vagy akár egy gyertya is. Az ilyen széfek általában nem szembetűnő helyeken vannak elhelyezve.
A mechanikai védelemmel ellátott széfeket a rongáló eszköz típusától, illetve a rongálás időtartamától (15, 30 vagy 60 perc) függően osztályozzák.

## Páncéltermek
Nagy mennyiségű/méretű, különösen értékes, vagy hőmérsékletre érzékeny tárgyak tárolására egy nagy, szoba méretű páncélterem kialakítása sokkal gazdaságosabb, több apró széf használatánál. A páncéltermeket a tűzállóság, illetve a bennük még biztonságosan elhelyezhető érték mennyisége szerint osztályokba sorolják (pl.: Class 125, Class 150, Class 350)
Az utóbbi időkben Class 125 besorolású páncéltermeket alkalmaznak teljes adattároló-központok védelmére is. Ahogy az adattároló rendszerek fejlődnek, a szalagos adattárolók helyett előtérbe kerülnek a merevlemezes megoldások, melyek biztonságos tárolásához a jövőben is újabb páncéltermek kialakítására lesz szükség.

## Tűzálló széfek
A tűzálló széfeket arra tervezték, hogy a benne tárolt értéket megvédje a magas hőmérséklet, vagy éppen a közvetlen tűz hatásaitól. A tűzálló széfeket általában aszerint osztályozzák, hogy mennyi ideig képesek ellenállni a tűz által keltett rendkívül magas hőmérsékletnek anélkül, hogy egy adott pontnál magasabb legyen a belső hőmérsékletük. A legtöbb kapható modell fél és 4 óra közötti ideig képes ellenállni az extrém körülményeknek.
A betonpadlóba épített széfek különösen ellenállóak a tűzzel szemben.

## Lásd még
- Érték
- Pénz
- Bank

## Külső hivatkozások
- Tűzálló széfek
- Páncélszekrény.lap.hu - linkgyűjtemény

## Fordítás
- Ez a szócikk részben vagy egészben  a   Safe című angol Wikipédia-szócikk ezen változatának fordításán alapul.  Az eredeti cikk szerkesztőit annak laptörténete sorolja fel. Ez a jelzés csupán a megfogalmazás eredetét és a szerzői jogokat jelzi, nem szolgál a cikkben szereplő információk forrásmegjelöléseként.